# Adriana Pesci
Adriana Irma Pesci (Argentina, ) é uma matemática aplicada e física matemática argentina, professora da Universidade de Cambridge, especializada em dinâmica dos fluidos. Seus tópicos de pesquisa incluem modelos de rede de soluções poliméricas,[A] fluxo de Hele-Shaw,[B] movimento flagelar de organismos em fluidos,[C] filmes de sabão em tiras de Möbius[D] e efeito de Leidenfrost.[E]

## Formação e carreira
Pesci é natural da Argentina e obteve um doutorado em 1986 na Universidade Nacional de La Plata, Argentina. Foi pesquisadora de pós-doutorado na Universidade de Chicago, sob a orientação de Leo Kadanoff e Norman Lebovitz.
Ingressou na Universidade do Arizona como lecturer de física em 1999, tornando-se senior lecturer em 2003. Em 2007 mudou-se para a Universidade de Cambridge, onde é pesquisadora associada sênior no Departamento de Matemática Aplicada e Física Teórica, fellow do King's College, e ex Darley Fellow in Mathematics do Downing College.

## Vida privada
Pesci casou com Raymond Ethan Goldstein, um coautor frequente que também era pesquisador de pós-doutorado em Chicago e se mudou com ela para o Arizona e Cambridge.

## Publicações selecionadas
| A. | Madden, William G.; Pesci, Adriana I.; Freed, Karl F. (Fevereiro 1990), «Phase equilibria of lattice polymer and solvent: tests of theories against simulations», Macromolecules, 23 (4): 1181–1191, doi:10.1021/ma00206a042 |

| B. | Goldstein, Raymond E.; Pesci, Adriana I.; Shelley, Michael J. (Maio 1993), «Topology transitions and singularities in viscous flows», Physical Review Letters, 70 (20): 3043–3046, doi:10.1103/physrevlett.70.3043 |

| C. | Leptos, Kyriacos C.; Guasto, Jeffrey S.; Gollub, J. P.; Pesci, Adriana I.; Goldstein, Raymond E. (Novembro 2009), «Dynamics of enhanced tracer diffusion in suspensions of swimming eukaryotic microorganisms», Physical Review Letters, 103 (19), doi:10.1103/physrevlett.103.198103 |

| D. | Goldstein, Raymond E.; Moffatt, H. Keith; Pesci, Adriana I.; Ricca, Renzo L. (Dezembro 2010), «Soap-film Möbius strip changes topology with a twist singularity», Proceedings of the National Academy of Sciences, 107 (51): 21979–21984, doi:10.1073/pnas.1015997107 |

| E. | Cousins, Thomas R.; Goldstein, Raymond E.; Jaworski, Justin W.; Pesci, Adriana I. (Fevereiro 2012), «A ratchet trap for Leidenfrost drops», Journal of Fluid Mechanics, 696: 215–227, doi:10.1017/jfm.2012.27 |